# 5543 Шараф
5543 Шараф (5543 Sharaf) — астероїд головного поясу, відкритий 3 жовтня 1978 року.
Тіссеранів параметр щодо Юпітера — 3,616.